# 34647 Ankushdhawan
34647 Ankushdhawan este o planetă minoră (asteroid), cu un diametru de 4,764 km, din centura de asteroizi. A fost descoperită pe 21 noiembrie 2000 la Experimental Test Site⁠(d) de Lincoln Near-Earth Asteroid Research. 
Obiectul prezintă o orbită caracterizată de o semiaxă mare de 2,3541388 UAi, o excentricitate de 0,16, o înclinație de 9,39043 ° în raport cu ecliptica.